# 逆オッカムの剃刀
逆オッカムの剃刀（ぎゃくオッカムのかみそり、英：inverse Occam’s razor）とは、「ある事柄を説明するのに、シンプルな説明より複雑でエキゾチックな解釈が好まれる」という近年の学術界の傾向である。2022年に物理学者のイゴール・マジンによって提唱された。

## 概要
イゴール・マジンは、逆オッカムの剃刀が起こる理由として、興味をそそられるような、ありふれたものでない解釈を載せた論文の方が、注目されるジャーナルに論文を掲載できることを挙げている。
電子輸送現象の研究において、異常ホール効果で説明がつくが、原理的にはディラックコーンによっても説明がつく現象が発見された場合、ほとんどの研究者は前者の説明を選ばない、とイゴール・マジンは指摘している。
また、この逆オッカムの剃刀は、理論的な推測のない実験論文はネイチャー誌やサイエンス誌の査読に落ちやすいという傾向とも密接な関係にある。

## 例

### Sr2RuO4とp波超伝導体
Sr2RuO4に対する初期のNMR実験において、スピン三重項クーパー対を形成しているという仮説が1990年代末に誕生し、p波超電導という前例のない状態として注目を集めた。
その後、スピン三重項に反する証拠が積み重ねられたが、学会において無視されてきた。2020年に当初のNMR実験に欠陥があったことが直接証明されたことで、スピン三重項の可能性が完全に否定された。